# Poseidónios
Poseidónios (řecky Ποσειδώνιος; 135 př. n. l. – 51 př. n. l.) byl starověký řecký filozof, historik, zeměpisec, astronom a matematik, představitel středního stoicismu, jeden z nejvšestrannějších mužů antického starověku.
Je po něm pojmenován měsíční kráter Posidonius.

## Život
Poseidónios pocházel z Apameie (dnes Qalaat al-Mudiq) v Sýrii. V touze po vzdělání procestoval prakticky celé Středomoří a roku 115 př. n. l. se v Athénách stal žákem stoického filozofa Panaitia. Kolem roku 95 př. n. l. pak založil proslulou filozofickou školu na Rhodu, kterou mezi jinými navštěvovali i Pompeius a Cicero.
Poseidónios podnikl v souvislosti se svým zeměpisným a geofyzikálním zkoumáním mnoho cest. U Mrtvého moře pozoroval postup těžby asfaltu, plavil se po Nilu, nějaký čas pobýval v Massalii (dnešní Marseille), v hispánském Gadiru (dnešní Cádiz) metodicky měřil výšku oceánského přílivu a odlivu, na mauretánském pobřeží studoval chování opic, stýkal se s náčelníky galských Keltů, prováděl výzkum Vesuvu. Jako politik byl od roku 87 př. n. l. vyslancem v Římě a hlavně jeho zásluhou došlo k velkému rozšíření stoicismu mezi římskými středními a vyššími třídami.
Poseidónios zemřel roku 51 př. n. l. pravděpodobně v Římě nebo na Rhodu.

## Dílo
Poseidónios se jako skutečný polyhistor zabýval filozofií, etikou, historií, geografií, astronomií a dalšími přírodními vědami. Jeho filozofický systém je eklektický, protože původní filozofické i etické názory řeckého stoicismu spojil s prvky Platónova a Aristotelova učení. Základním principem vesmíru je podle něho vzájemné působení a jednota světa založená na všeprostupující životní síle, pramenící ze Slunce, jejímž mnohotvárným působením vznikají všechny věci a bytosti, od nerostů přes rostliny a živočichy až k člověku a bohům. V takovémto jednotném organismu světa má každý pohyb kteréhokoliv jsoucna význam výrazu proměny celku. Proto Posediónius neodmítal astrologii. Podle jeho názoru žádná sebemenší nahodilá událost není nevýznamná, vše je výrazem celku a tudíž je například možné věštění z letu ptáků.
Společně se svým učitelem Panaitiem definoval ideu lidství (řecky filanthrópiá, latinsky humanitás) obsahující požadavek, aby každý jednotlivec aktivně rozvíjel spravedlnost a lásku k lidem jako nepsané pravidlo lidského soužití.
Jednotlivými dalšími vědeckými disciplínami se zabýval vždy jako filozof, který z jednotlivých zkoumání přírodních i lidských dějů činí obecné závěry a současně využívá svůj filozofický pohled k metodickému ustavení věd i k formulaci hypotéz, které chce pozorováním ověřovat.
Jako jeden z prvních vypočítal délku poloměru Země (určil jej ale na 5300 kilometrů, tedy o celých 1000 kilometrů méně než je ve skutečnosti – viz dále).
Dá se považovat za předchůdce dnešních antropologů, neboť studoval člověka v různých souvislostech, jako první sledoval znaky rasových skupin, prováděl výzkum národních charakterů, vlivu prostředí na člověka a studoval lidskou schopnost adaptovat se na měnící se přírodní podmínky.
Na základě svých cest a studií sepsal Dějiny o padesáti dvou knihách, ve kterých navázal na Polybia a popsal historické události z let 145 až 82 př. n. l.. Z díla se zachovaly jen fragmenty, ale i ty jsou velmi cenné zejména jako zeměpisný a národopisný materiál. Díky Poseidoniovi máme například informace o životě tehdejších keltských barbarů a v jeho díle najdeme i zmínky o druidech jako o filozofech a lidech zkušených v božských záležitostech.

## Poseidóniův omyl při výpočtu délky zemského poloměru
Poseidónios byl jedním z prvních astronomů, kteří vypočítali délku zemského poloměru. Navázal na výpočty Eratosthena z Kyrény a na podkladě znalosti vzdálenosti mezi Alexandrií a Rhodem a z úhlového rozdílu spodních kulminací hvězdy Canopus na těchto dvou místech určil podle vzorce pro délku kruhového oblouku {\displaystyle o={\frac {\alpha \pi r}{180}}} zemský poloměr jako 5300 kilometrů, tedy o celých 1000 kilometrů menší než je ve skutečnosti. Z tohoto údaje vycházel později Ptolemaios při tvorbě své první mapy světa a zpopularizoval jej tak, že jej převzali i středověcí mořeplavci, například Kryštof Kolumbus, který se díky tomu domníval, že doplul do Indie.
Jako zdroj Poseidóniova omylu se především uvádí špatné určení středového úhlu mezi Alexandrií a ostrovem Rhodos. Poseidóniovo pozorování, že v určité době je vidět hvězdu Canopus na Rhodu přímo na mořském horizontu, kdežto v Alexandrii asi 7°30' nad obzorem, bylo chybné, správná hodnota je 5°14'), přičemž ani vzdálenost obou míst nebyla na základě délky plavby lodí určena zcela přesně. Dalším možným důvodem omylu byla nejasnost v definici tehdejší délkové míry stadium, která se pohybovala od 154 do 215 metrů (podle některých údajů dokonce od 99 do 215 metrů).